# Palazzo del Ministero delle infrastrutture
Il Palazzo del Ministero delle infrastrutture è un grattacielo di Kiev posto lungo viale della Brėst che ospita la sede del Ministero delle infrastrutture ucraino. Primo edificio della città a superare l'altezza di 100 metri è stato il grattacielo più alto dell'Ucraina dal 1986 al 2005 e occupa attualmente il nono posto a livello nazionale.

## Storia
Fu realizzato tra il 1974 e il 1986 come sede dell'Amministrazione dell'aviazione civile ucraina della Repubblica Socialista Sovietica Ucraina su progetto dell'architetto Gennadij Granatkin. Al momento del suo completamento è divenuto il grattacielo più alto del paese, mantenendo tale titolo fino al 2005.
Nel 2003 iniziarono i lavori per il restauro dell'edificio che modificarono radicalmente l'aspetto esteriore e gli interni del grattacielo prevedendo inoltre l'installazione dell'antenna alta 8 metri. Nel mese di dicembre la sede del Ministero dei trasporti (poi Ministero dei trasporti e delle comunicazioni e infine Ministero delle infrastrutture) è stata spostata nell'edificio.